# Praça da Figueira
La Praça da Figueira (« place du figuier ») est une grande place carrée du centre de Lisbonne, au Portugal. Elle fait partie du quartier Baixa pombalina.
On y trouve notamment l'ancienne pâtisserie Confeitaria Nacional.
Sur ce même lieu se trouvait un hôpital, l'Hospital Real de Todos os Santos, détruit lors du tremblement de terre de 1755.

## Histoire

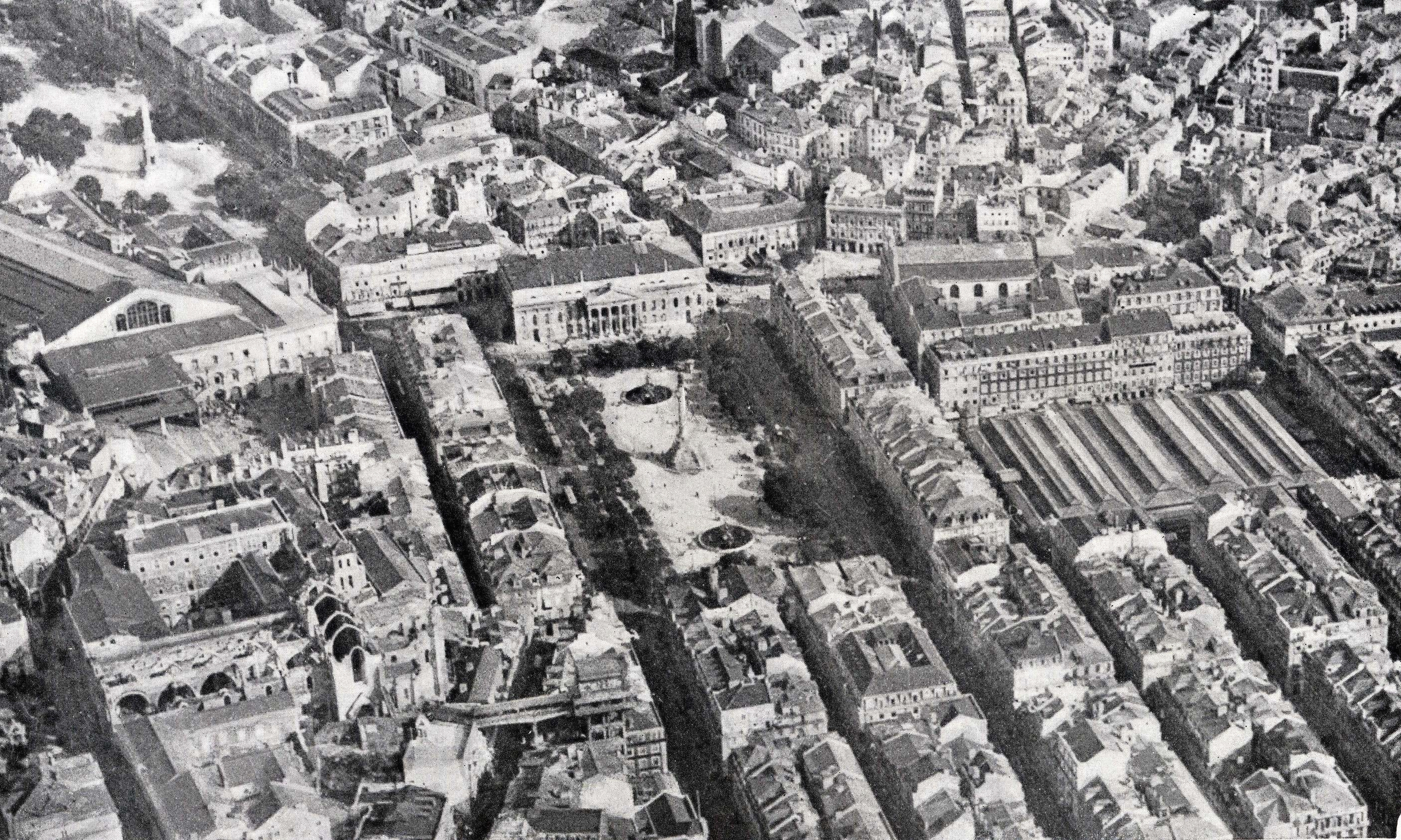
Vue aérienne de 1919. Au centre, le Rossio. Sur la droite, la praça da Figuiera est couverte.